# Pentacheles validus
Pentacheles validus is een tienpotigensoort uit de familie van de Polychelidae. De wetenschappelijke naam van de soort werd in 1880 voor het eerst geldig gepubliceerd door Alphonse Milne-Edwards.